# Michail Artsybasjev

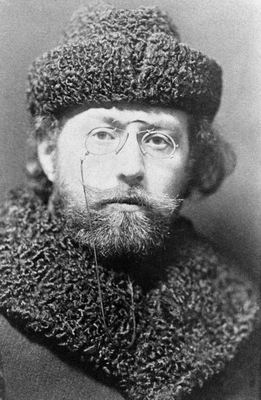
Michail Petrovitsj Artsibasjev

Michail Petrovitsj Artsybasjev (Russisch: Михаил Петрович Арцыбашев) (Doebroslavka, nabij de stad Ochtyrka, 5 januari 1878 – Warschau, 3 maart 1927) was een Russisch schrijver en een belangrijke proponent van de literaire stijl van het naturalisme. Langs Poolse moederskant hij was de achterkleinzoon van Poolse militair ingenieur, staatsman en militair leider Tadeusz Kościuszko.

## Leven en werk
Artsybasjev werd geboren in een choetor nabij de stad Ochtyrka in het gouvernement Charkov (nu Oekraïne) als zoon van een provinciaal ambtenaar. Aanvankelijk wilde hij kunstschilder worden maar al snel legde hij zich toe op het schrijverschap.

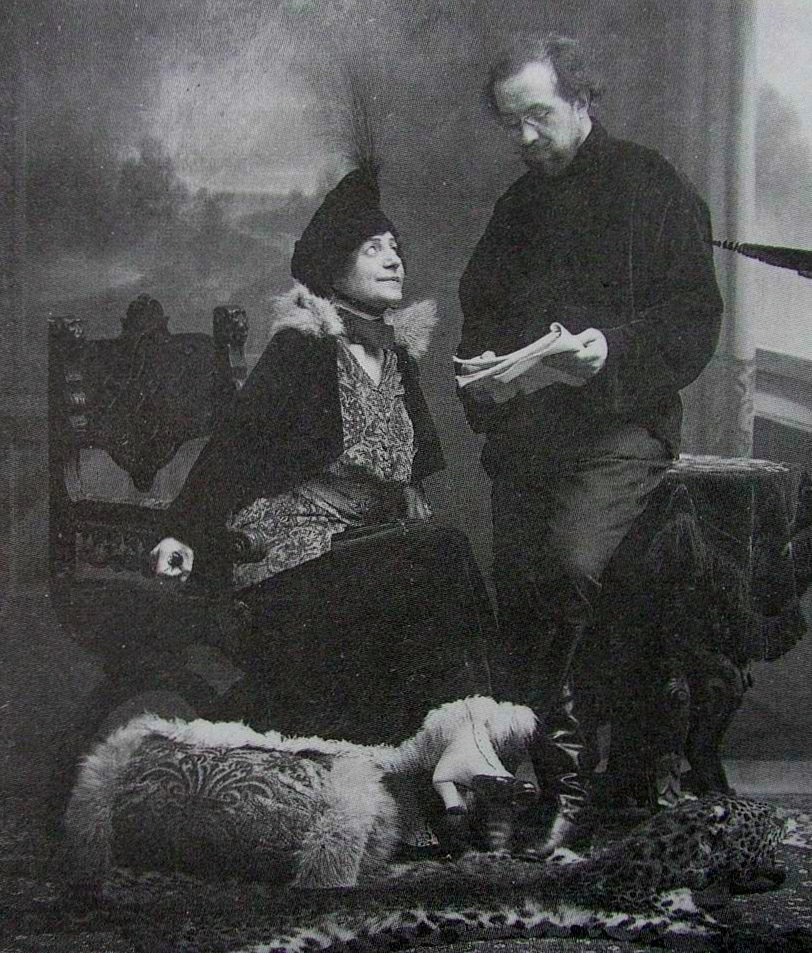
Artsybasjev leest zijn toneelstuk Zakon dikarja ("wet van de wilden") voor aan actrice Lidia Javorskaja (foto: Boella, 1915)

De bekendste roman van Artsybasjev is zonder twijfel Sanin (1907). Hoofdpersonage Vladimir Sanin streeft egoïstisch zijn eigen genot na, kent nauwelijks remmingen en spuugt op de revolutionaire aspiraties van de jeugd, de leer van Nietzsche of Tolstojaanse discussies over het wezen van het christendom. Tegenover de dienst aan de samenleving (het ideaal van de klassieke Russische literatuur) stelt Sanin zijn nieuwe religie: de cultus van het zinnelijke genot. Zijn levensdoel ziet hij vooral in het bevredigen van seksuele verlangens. De roman is dan ook een aaneenschakeling van liefdesgeschiedenissen, al dan niet bevredigde erotische wensen, met naturalistische beschrijvingen en gewaagde details.
Artsybasjevs roman werd het onderwerp van een langdurige polemiek. Op politiek gebied werd hij veroordeeld omdat zijn held vijandig stond tegenover de revolutie en een extreem individualisme predikte; op ethisch vlak omdat het geen oplossing bood voor het seksuele vraagstuk; esthetisch omdat de roman te grof zou zijn en omdat de ‘dierlijke kanten’ van de mens zouden worden geromantiseerd.
De werken van Artsybasjev kenmerken zich in zijn algemeenheid door een tijdskritische en psychologische benadering van vraagstukken die in het begin van de twintigste eeuw actueel waren, vaak ook seksualiteit betreffende. Critici kenschetsen zijn werk als pessimistisch, nihilistisch en doortrokken van seksuele frustratie.

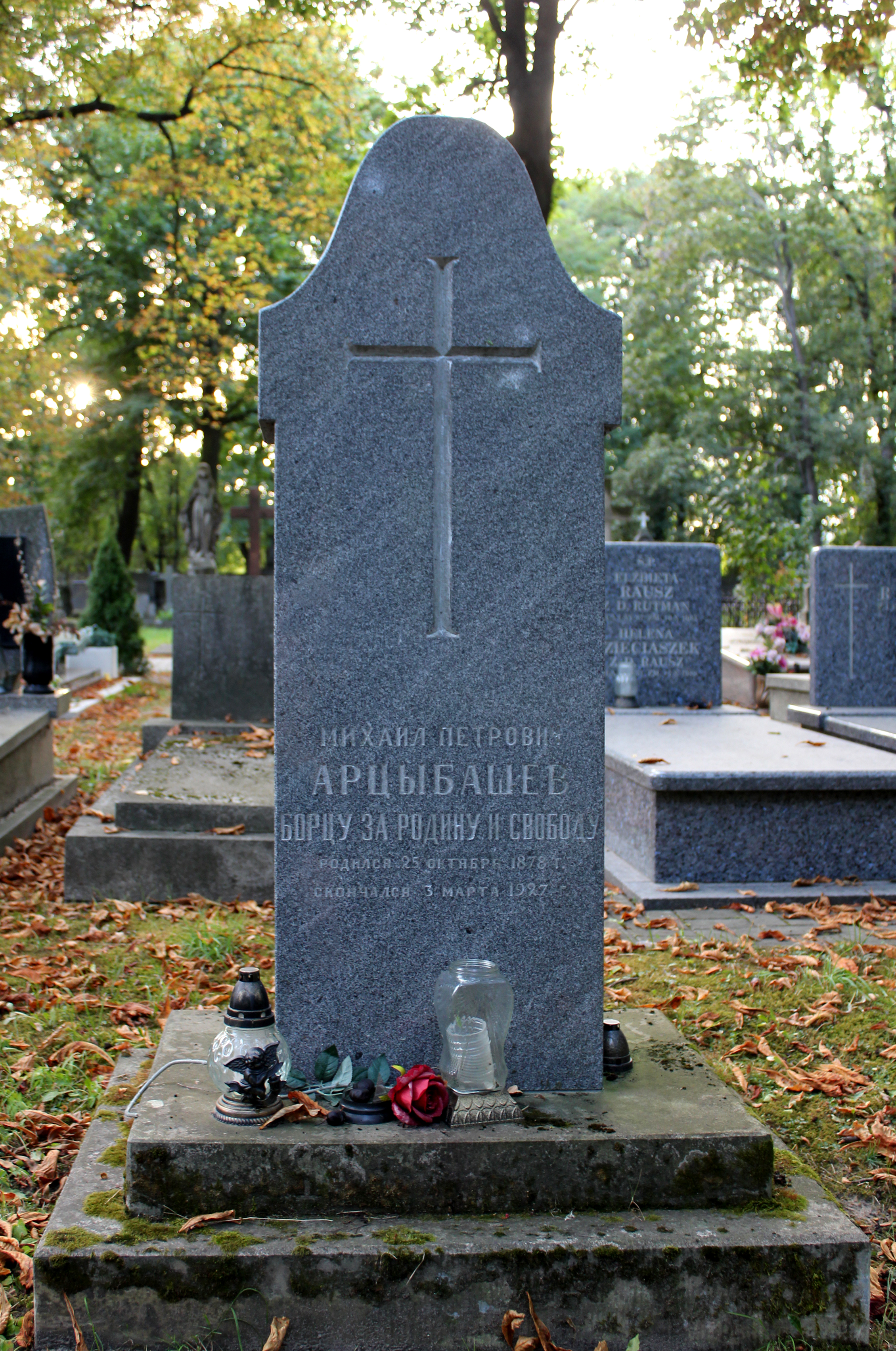
Het graf van Artsybasjev op de Orthodoxe Begraafplaats in Warschau (foto: Ivonna Nowicka, 2023)

Artsybasjev was fel tegenstander van de bolsjewieken en emigreerde in 1923 als 'witte' emigrant naar Polen, waar hij een anti-Russische krant uitgaf. Zijn werken werden intussen in de Sovjet-Unie verguisd als ‘Artsibasjevisme’ en ‘saninstvo’. Hij stierf in 1927 te Warschau. Hij is de vader van de Amerikaanse illustrator Boris Artsybasjev.

## Werken (kleine selectie)
- Sanin (Санин, 1907, roman)
- Op het laatste punt (У последней черты, 1912, roman)
- Miljoenen (Миллионы, 1912, novelle)
- Jaloezie (toneel)
- Gedrevenheid (toneel)